# Miconia alpestris
Miconia alpestris är en tvåhjärtbladig växtart som beskrevs av Célestin Alfred Cogniaux och John Donnell Smith. Miconia alpestris ingår i släktet Miconia och familjen Melastomataceae. Inga underarter finns listade i Catalogue of Life.